# Озі Джонсон
О́зі Джо́нсон (англ. Osie Johnson), справжнє ім'я Джеймс Джо́нсон (англ. James Johnson; 11 січня 1923, Вашингтон — 10 лютого 1966, Нью-Йорк) — американський джазовий ударник, аранжувальник і співак.

## Біографія
Народився 11 січня 1923 року у Вашингтоні. Вивчав гармонію і теорію у Джона Малака у Вищій школі Армстронга; його шкільними товаришами були Лео Перкер, Френк Весс.
У 1941 роців почав грати професійно з Harlem Dictators, потім з гуртом Себбі Льюїса в Бостоні (1942—43), пізніше у військовому гурті у Великих Озерах, Чикаго (1944—45); грав з Віллі Смітом, Кларком Террі (1944—45).
Після п'яти років проведених в Чикаго, де працював аранжувальником, зокрема в сесії звукозапису для Діни Вашингтон, «Fool That I Am» і «It's Too Soon To Know» (1947), був членом гурту Ерла Гайнса (1951—53). Гастролював з Тоні Скоттом, Дороті Донеган та Іллінойсом Жаке (1954); потім остаточно оселився в Нью-Йорку.
З середини 1950-х став багато записувався як сесійний музикант з багатьма провідними джазменами того періоду, зокрема з Коулменом Гокінсом, Діною Вашингтон, Весом Монтгомері, Сонні Стіттом. Також іноді працював як композитор, аранжувальник, співак, як соліст записувався на лейблах Jazztone (1955) і RCA (1956). У 1957 році виступив на джазовому фестивалі в Ньюпорті.
Помер 10 лютого 1966 року в Нью-Йорку у віці 43 років від ниркової недостатності після тривалої хвороби.

## Дискографія
- Johnson's Whacks (1955)
- Osie's Oasis (Period, 1955)
- Swingin' Sounds (1957)
- The Happy Jazz of Osie Johnson (Bethlehem, 1957)